# Vauvert
Vauvert (Franse uitspraak: [vovɛʁ]; Occitaans: Vauverd) is een gemeente in het Franse departement Gard (regio Occitanie). De gemeente telde 11.772 inwoners op 1 januari 2022. De plaats maakt deel uit van het arrondissement Nîmes.
Vauvert is typisch voor de historische steden in de omgeving. In het noorden wordt het begrensd door wijngaarden, dennenbossen en boomgaarden, en in het zuiden door eveneens wijngaarden, maar ook rijstvelden, vijvers en moerassen. De stad zelf bestaat uit een 17e-eeuwse katholieke kerk, een belfort en smalle straatjes met voornamelijk huizen uit de 18e en 19e eeuw. De economie van het gebied is gebaseerd op de wijnproductie en de stad heeft ook een industriële zone. Meer dan een derde van de bevolking werkt in de industrie, wat grotendeels de voedingsindustrie is, met name de wijnproductie. 
Vauvert heeft een stierenarena. 

## Geschiedenis
De oorspronkelijke nederzetting heette Posquières en werd voor het eerst genoemd in een document uit 810. De plaats ontstond op een heuvel, de colline du Castellas, rond een feodaal kasteel. Al vroeg had Posquières een Joodse gemeenschap die woonde in een aparte wijk. Bij Posquières werd de kapel Notre-Dame de Valvert gebouwd en in de loop van de 14e en 15e eeuw nam de plaats de naam Valvert/Vauvert aan. Deze kapel werd vernietigd tijdens de Hugenotenoorlogen. Ook de protestantse kerk werd later vernietigd. De katholieke kerk Notre-Dame werd gebouwd in 1689. De nieuwe protestantse kerk is 19e-eeuws. 
Op zijn hoogtijdagen in het midden van de 19e eeuw had het een bevolking van 6.000, maar dit nam met een derde af nadat de druivenoogst, de steunpilaar van de economie van het gebied, door druifluis werd getroffen. Vanaf de jaren 1960 kende de gemeente een grote groei door de komst van industrie. Er werden nieuwe wijken gebouwd.

## Geografie
De oppervlakte van Vauvert bedroeg op 1 januari 2022 109,86 vierkante kilometer; de bevolkingsdichtheid was toen 107,2 inwoners per km².
Vauvert is een gemeente in het uiterste zuiden van het departement Gard in Zuid-Frankrijk. De gemeente omvat de stad Vauvert in het noorden en de gehuchten Gallician, Sylvéréal en Montcalm in het zuiden. Gallician heeft een kleine jachthaven op het Canal du Rhône-à-Sète.
De onderstaande kaart toont de ligging van Vauvert met de belangrijkste infrastructuur en aangrenzende gemeenten.

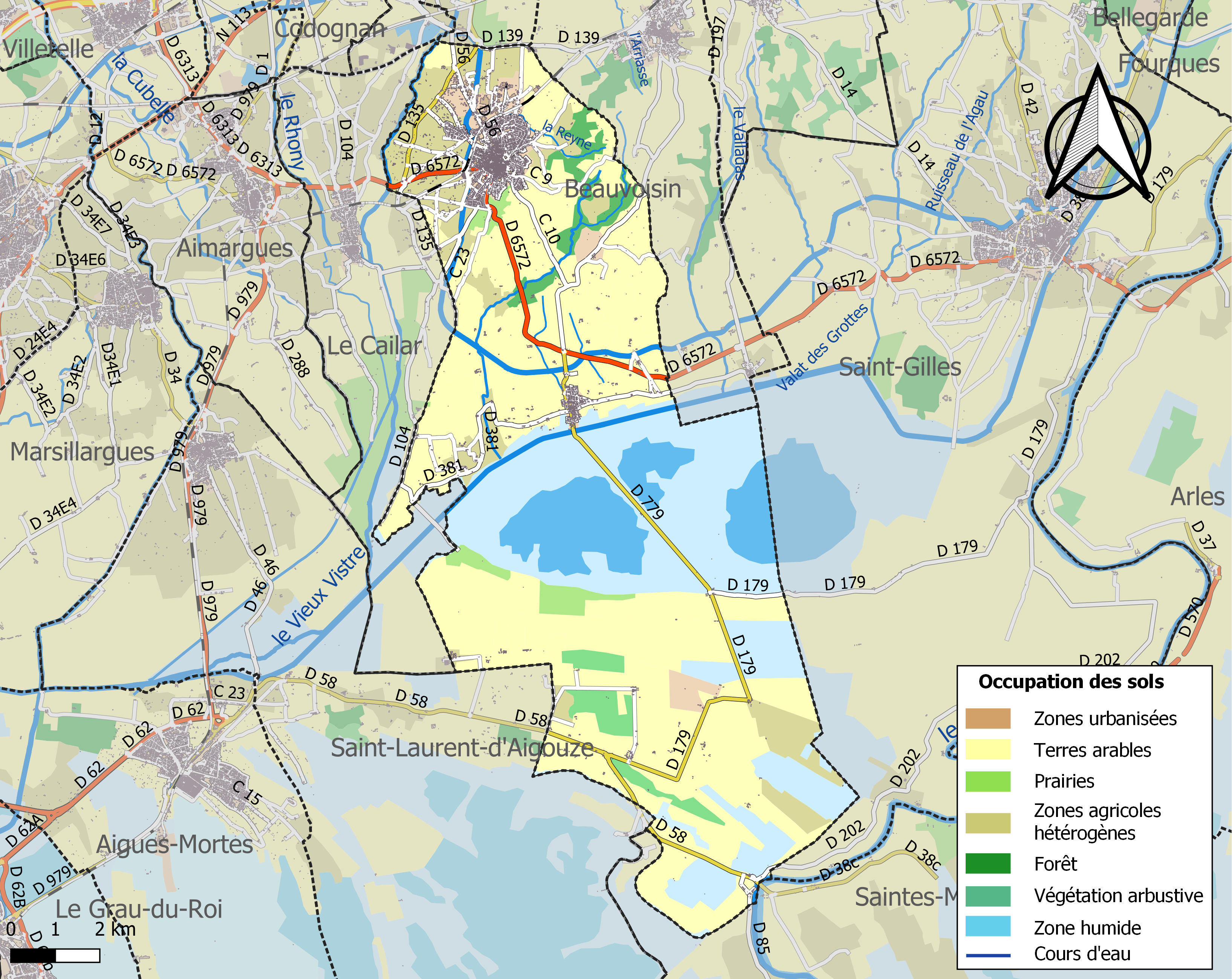

## Verkeer
In de gemeente ligt het spoorwegstation Vauvert.

## Demografie
Onderstaande figuur toont het verloop van het inwonertal (bron: INSEE-tellingen).

## Geboren
- Leimistin Broussan (1858-1959) operamanager
- René Girard (1954), voetballer en voetbalcoach